# Área Paleontológica La Buitrera

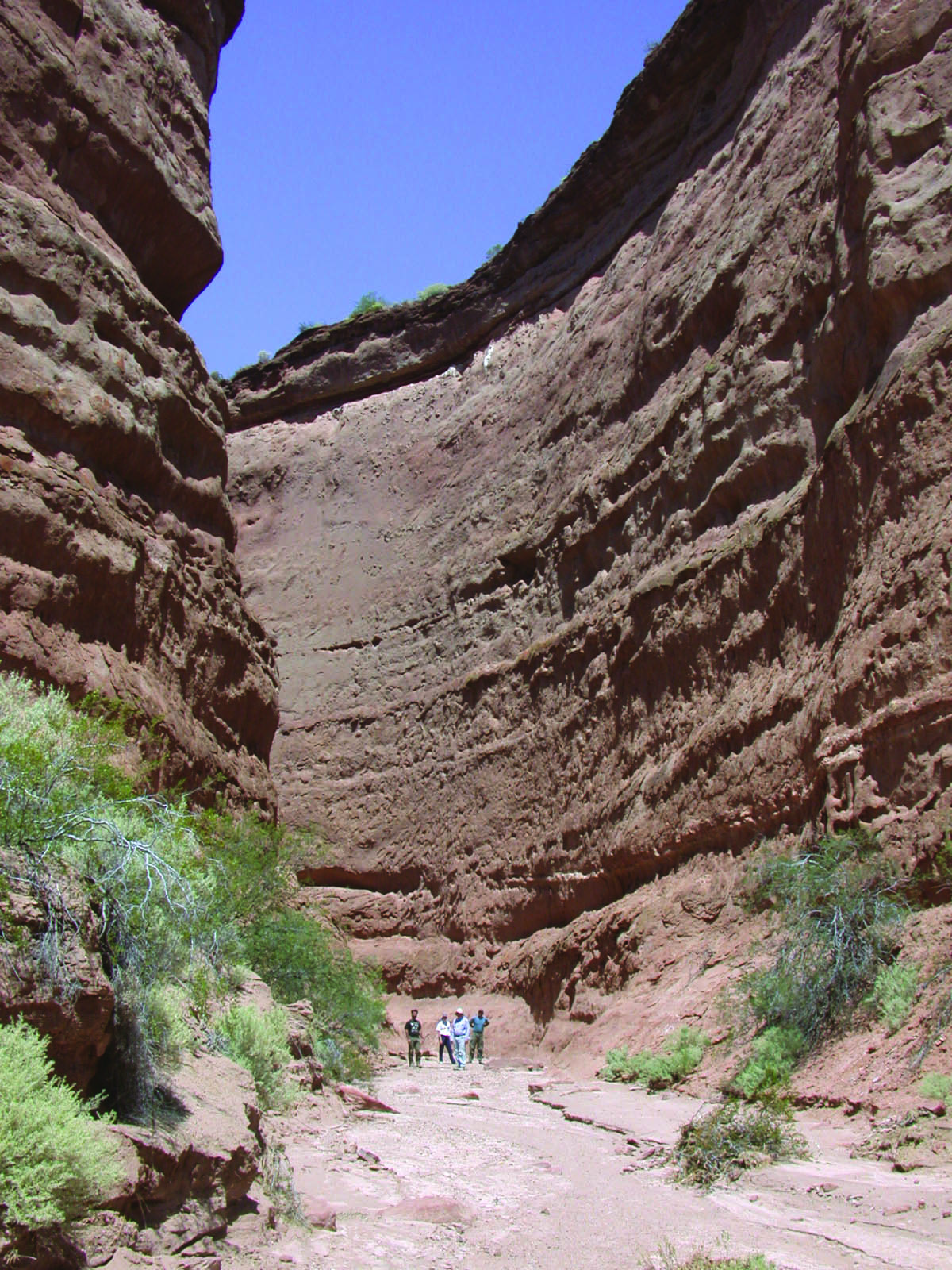
Cañón de La Buitrera

El Área Paleontológica La Buitrera (APLB) es una región del norte de la Provincia de Río Negro (Argentina), unos 100 km al este de la Cordillera de los Andes y al Noroeste del pueblo de Cerro Policía, cerca de la costa Sur del Embalse Ezequiel Ramos Mexía donde aflora un antiguo desierto cretácico, el paleoerg de Kokorkom, representado en los últimos 50 a 100 metros de espesor de la Formación Candeleros y los primeros 20 metros de la Formación Huincul, ambas unidades iniciales del Grupo Neuquén, del Cretácico Superior. Los afloramientos están allí compuestos principalmente por bancos subhorizontales de areniscas de origen principalmente eólico, expuestas en forma discontinua al pie de la Meseta de Rentería a lo largo de unos 40 km lineales entre la localidad de La Escondida, aproximadamente desde frente a Villa El Chocón hasta El Pueblito, en dirección a Aguada Guzmán, más allá de la localidad de Cerro Policía.

## Geología
Imponentes acantilados rojizos que alcanzan hasta 40 m de altura son el sello de estos afloramientos que son producto de la cohesividad de las areniscas con respecto a las unidades más arcillosas. Las areniscas del APLB se intercalan con parches de lutitas aislados, de origen lacustre lo que sugiere eventos de inundación en los cuales se formaban planicies inundadas y lagos efímeros dentro del ambiente semiárido.
Dentro de las localidades fosilíferas fueron hallados vertebrados en las diferentes sub-localidades o sitios específicos, más que lo que propiamente se denomina excavaciones o "quarries". Los materiales fueron colectados en depósitos arenosos producidos por interacción eólica-fluvial y acumulados en las dunas del Kokorkom. Muchos de los especímenes fueron colectados en areniscas gruesas con estratificación entrecruzada, relacionadas con la migración de grandes dunas eólicas. Las dunas se asocian a paleosuelos con abundantes rizolitos y bioturbación, lo que indica cambios en el nivel freático y eventos de inundación fluvial y formación de lagunas interduna.

## Antigüedad
Considerando que el inicio de la depositación de la Formación Candeleros ocurrió hace entre 100 y 98 Ma y que el estudio de trazas de fisión dirigido por el vulcanólogo Hugo Corbella sobre una toba en los primeros metros de la suprayacente pero discontinua Formación Huincul arrojó una edad de 88 Ma, se ha sugerido para los últimos 50 metros de la Formación Candeleros una edad de unos 92–95 millones de años.

## Fauna
La rica fauna del Área Paleontológica de La Buitrera está formada por dinosaurios saurisquios, ornitisquios, pterosaurios, cocodrilos, esfenodontes, serpientes, lagartos, tortugas y mamíferos.
Las especies más importantes son Buitreraptor gonzalezorum, Alnashetri cerropoliciensis, Jakapil kaniukura, Araripesuchus buitreraensis, Priosphenodon avelasi, Tika giacchinoi, Najash rionegrina, Cronopio dentiacutus y Prochelidella buitreraensis.
Un elemento llamativo en este sitio es la gran abundancia de especímenes de pocas especies, un concepto referido en la tesis doctoral de Sebastián Apesteguía como "oligotipicidad" para la fauna del Área Paleontológica de La Buitrera, con baja diversidad pero gran abundancia de unos pocos taxones.
El lugar de repositorio final de los materiales colectados en el Área Paleontológica de La Buitrera es el Museo Provincial Carlos Ameghino (MPCA), de la ciudad de Cipolletti, Río Negro, Argentina, aunque algunos pocos materiales se hallan en el Museo Patagónico de Ciencias Naturales (MPCN) de General Roca.

## Preservación
La localidad se caracteriza por una preservación poco común de los esqueletos, por lo cual se la ha definido como un lagerstätte. Allí, los esqueletos se encuentran casi siempre bien definidos y separados claramente unos de otros. La preservación de los esqueletos sin deformación y de los cráneos completos, en tres dimensiones, articulados y exquisitamente preservados, con gran abundancia de detalles histológicos y marcas de carroñeo, indicaría un enterramiento relativamente rápido, que podría estar producido por inundaciones fluviales estacionales, con escaso transporte y moderada exposición subáerea, aunque recientemente se ha atribuido a la muerte de los animales sobre las caras de las dunas y su posterior cobertura por el movimiento de la arena.
En los casos en los que se encuentran restos desarticulados y erosionados, generalmente se hallan asociados preservando su identidad. No se hallan depósitos residuales producidos por el transporte antiguo, desarticulación y subsiguiente depositación de elementos sueltos, que produciría mezcla de diferentes especímenes en depósitos mixtos. La mezcla de esqueletos pertenecientes a diferentes especies, si bien ocurre, es muy rara en esta localidad y los depósitos de “lags” que se hallan en la localidad son modernos. En efecto, los depósitos residuales que ocurren en la localidad son consecuencia de la meteorización y desarticulación moderna de esqueletos que se encontraban completos, in situ o con muy poco transporte.
El modo preservacional recuerda notablemente al de la conocida Formación Djadokhta (Cretácico Superior) del actual desierto de Gobi por lo que se conoce a La Buitrera como el Gobi Sudamericano.

## Localidades
Sus afloramientos discontinuos pero sumamente ricos en fósiles de tetrápodos han hecho necesario el reconocimiento de sus distintas localidades.

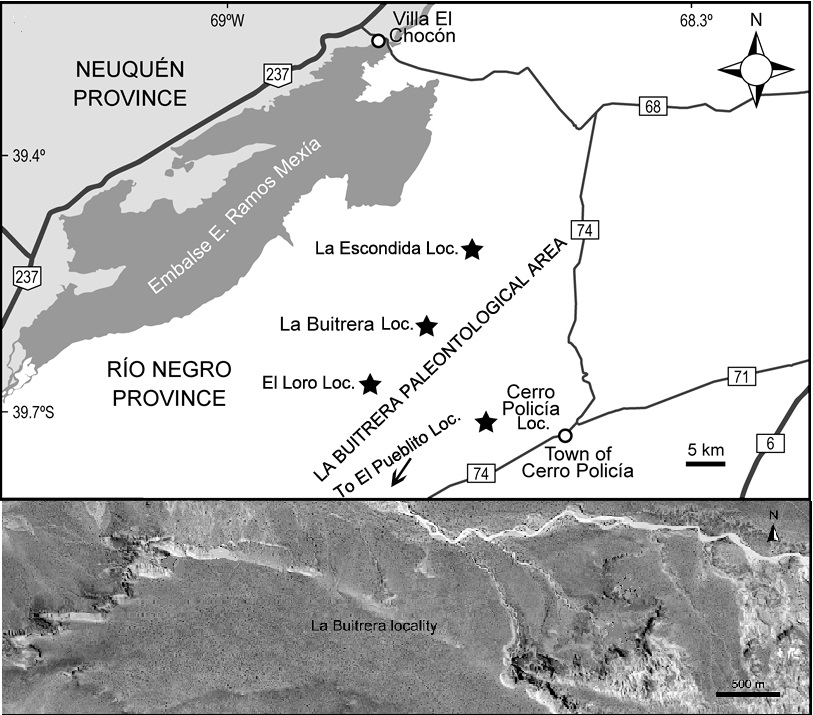
Las distintas localidades del Área Paleontológica de La Buitrera

### Localidad La Buitrera.
Localizada principalmente en el campo de Raúl Avelás, fue la primera localidad hallada (1999). De sus distintos sitios provienen los holotipos de Buitreraptor gonzalezorum (Med3 o Tercera Localidad del Medio), Araripesuchus buitreraensis (Cañón de La Buitrera), Priosphenodon avelasi (Med4 o Cuarta Localidad del Medio), Najash rionegrina (Med4 o Cuarta Localidad del Medio), Cronopio dentiacutus (He2 o Segunda Hoyada de los Esfenodontes) y Prochelidella buitreraensis (Cato o Cañadón de las Tortugas). Sus sitios incluyen también a Cerro Bandera o Lejor.

### Localidad Cerro Policía.

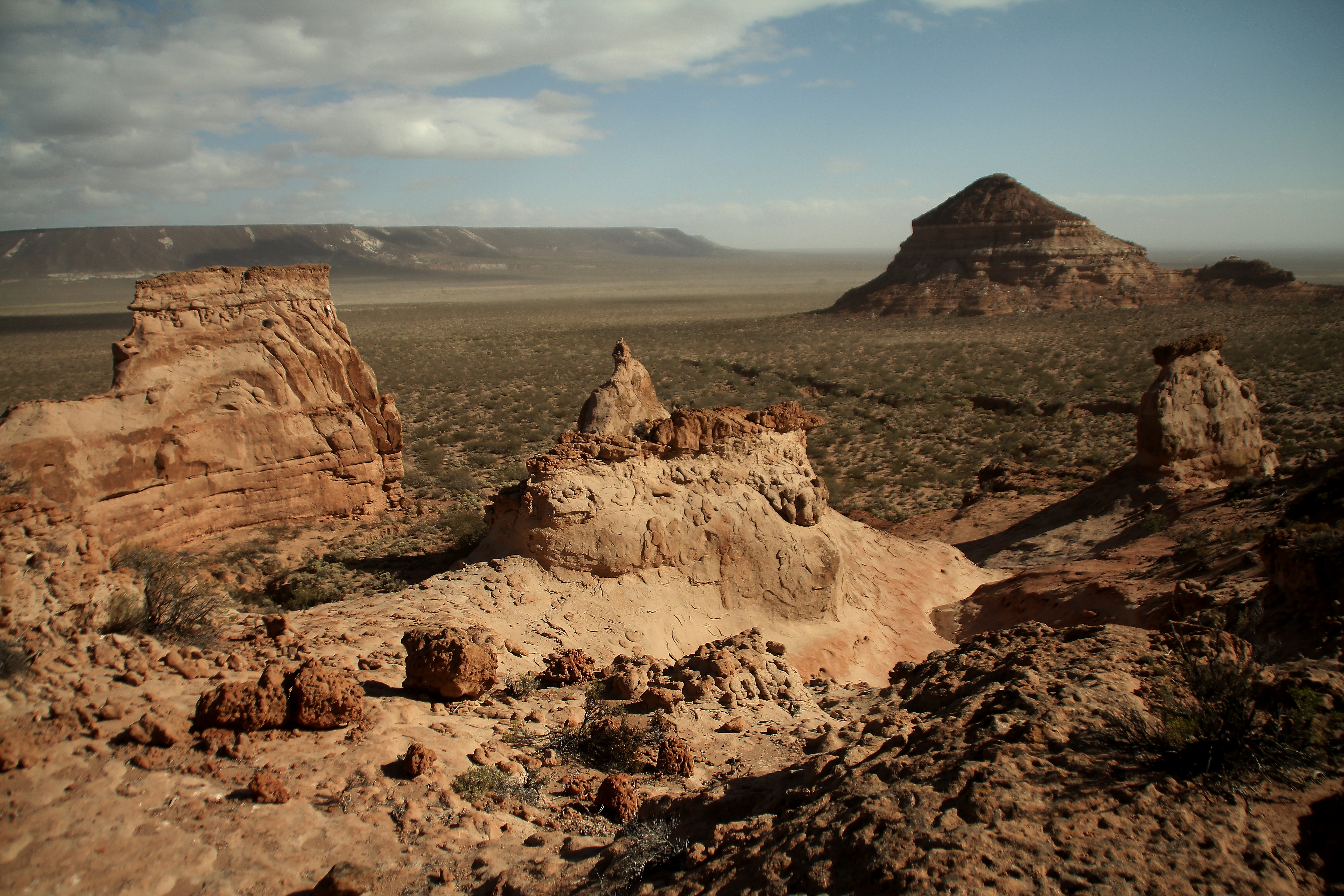
El Cerro Policía y rocas cretácicas de la Formación Candeleros, por Alfredo Ernst

Esta localidad se halla al pie del cerro del mismo nombre y en las barrancas detrás de él. Fue descubierta en 2004 buscando la toba descrita por el geólogo Ricardo Wichmann pero explorada en forma intensiva a partir de 2012. Sus sitios más importantes son Jofra, la Rinconada de la Piedra Blanca, Guica, Cabarulo y la Loma del Cronopio.

### Localidad La Escondida.
Esta localidad es la más oriental de todas y se halla en camino hacia Villa El Chocón. Fue hallada en la campaña del 2000 y visitada ocasionalmente en años siguientes pero explotada en detalle entre 2018, 2019 y 2022.

### Localidad El Loro
De donde provienen muchos de los fósiles colectados por el equipo de brasileños que ingresó en 2009, aunque no han podido hallarse fósiles nuevos en ese campo.

### Localidad El Pueblito.
La localidad más occidental, en camino hacia Aguada Guzmán. Fue descubierta hacia 2014 y trabajada hasta 2016.

## Historia paleontológica
Las campañas al APLB fueron iniciadas por Sebastián Apesteguía en 1999. Hacia 2004 se sumaron otros investigadores como Guillermo W. Rougier, Peter J. Mackovicky y Michael W. Caldwell, además de la valiosa participación de un gran número de otros investigadores, técnicos, colegas, estudiantes y colaboradores.